# 東神奈川出入口
東神奈川出入口（ひがしかながわでいりぐち）は、神奈川県横浜市神奈川区にある首都高速神奈川1号横羽線の出入口である。

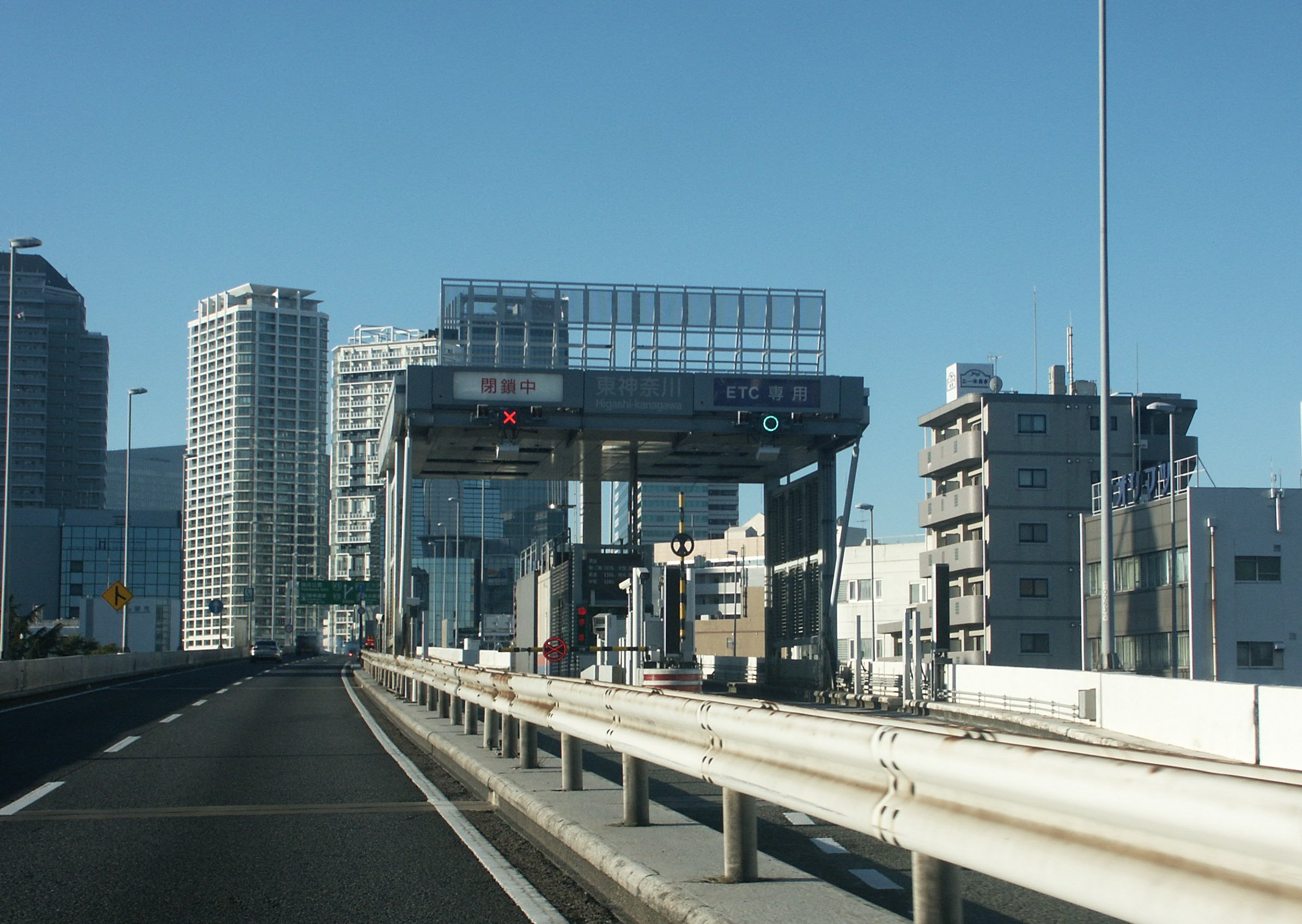
東神奈川入口料金所（金港JCT方面側）

## 料金所
総ブース数：4

### 羽田・銀座方面
- ブース数：2
  - ETC専用：1
  - 一般：1

### 横浜公園・横浜新道方面
- ブース数：2
  - ETC/一般：1
  - 一般：1

## 標識の表示
出口
- 出口 : 東神奈川
- 番号
  - 羽田・銀座方面 : 161
  - 横浜公園・横浜新道方面 : 162
- 方面
  - 羽田・銀座方面 : 横浜駅東口 ポートサイド地区 瑞穂ふ頭
  - 横浜公園・横浜新道方面 : 六角橋 瑞穂ふ頭

入口
- 入口 : 東神奈川
- 番号
  - 羽田・銀座方面 : 161
  - 横浜公園・横浜新道方面 : 162

## 接続道路
直接接続
- 国道15号〈第一京浜〉

間接接続
- 国道1号〈第二京浜〉

## 周辺
- 東神奈川駅
- 京急東神奈川駅
- 横浜市神奈川区役所

## 隣
首都高速神奈川1号横羽線
(160)子安出入口 - (161)東神奈川出入口（羽田・銀座方面） - (162)東神奈川出入口（横浜公園・横浜新道方面） - 金港JCT - (164)横浜駅東口出入口